# Ummidia funerea
Ummidia funerea là một loài nhện trong họ Ctenizidae. U. funerea được miêu tả năm 1936 bởi Willis J. Gertsch.